# Запорожская область
Запоро́жская о́бласть (укр. Запорі́зька о́бласть) —  область в юго-восточной части Украины. Расположена в нижнем течении Днепра.
На западе граничит с Херсонской областью, на севере — с Днепропетровской областью, на востоке — с Донецкой областью, на юге омывается Азовским морем.
Площадь области составляет 27,1 тыс. км² (9-е место на Украине), население на начало 2022 года оценивалось в 1,6 млн человек (7-е место). Административный центр и крупнейший город — Запорожье, другие крупные города — Мелитополь, Бердянск, Энергодар, Токмак.
Область была образована в 1939 году выделением из Днепропетровской области Украинской ССР. В 1944 году из состава области была выделена западная часть, ставшая Херсонской областью.
В результате вторжения России на Украину в 2022 году область частично оказалась под российской оккупацией. 30 сентября 2022 года Россия объявила об аннексии области.
Иногда всю область некорректно называют Запорожьем, хотя исторически это название носила территория к северу от большей части Запорожской области, в районе нынешней Днепропетровской области.

## Физико-географическая характеристика
Для Запорожской области характерен равнинный ландшафт, расположена в основном на Приднепровской низменности, которая на юге переходит в Причерноморскую, юго-восточную часть занимает Приазовская возвышенность. Вдоль побережья Азовского моря простираются длинные узкие песчаные косы, намытые морем.
Протяжённость с севера на юг — 208 км, с запада на восток — 235 км.
На территории Запорожской области протекает 109 рек, самая большая из которых — Днепр, являющаяся важной транспортной артерией Украины, обеспечивающей промышленность области, на ней построен ряд водохранилищ.
Условно Запорожская область делится на три природно-сельскохозяйственные зоны — зону степи (50,8 % территории), степную засушливую (34,8 %), и сухостепную (14,4 %) зоны. Почвы преимущественно чернозёмные. Также здесь находятся значительные запасы гранитов, а также железной и марганцевой руд.
Климат умеренно континентальный, характеризуется чётко выраженной засушливостью. Среднегодовые температуры: летняя +22 °С, зимняя — 4,5 °С. В году в среднем 225 солнечных дней, уровень осадков составляет 448 мм.

## История
Заселение этой территории началось 31—32 тысячи лет назад, о чём свидетельствует стоянка «Мира», обнаруженная в 1995 году на правом берегу Днепра в окрестностях села Каневское Запорожского района. Возле Запорожья исследовано семь поселений периода позднего палеолита, а также около 100 памятников эпохи бронзы. В могильнике Мамай-Гора имеются погребения от эпохи неолита до средневековья.
Из захоронений катакомбной культуры в дмитровском кургане № 6 и в марьевском погребении «Тягунова Могила» известны находки повозок с сохранившимися колёсами возрастом около 5 тысяч лет.
С VII века до н. э. Северным Причерноморьем владели скифы, а их столицей, как считается, было большое Каменское городище.
В IV веке эти земли захватили гунны, в VI веке — авары, в VIII веке — хазары. В урочище Макартет возле села Покровское обнаружено жертвенное место алано-гуннского времени (IV—V вв.). Комплекс гуннского времени из урочища Макартет показал поразительное сходство обряда с Вознесенским археологическим комплексом в Запорожье несмотря на значительную хронологическую разницу. В урочище Канцирка на правом берегу Днепра около села Фёдоровка в конце VII века начинает функционировать гончарный центр. Вознесенский археологический комплекс датируется концом VII — началом VIII века.
После того как в 969 году князь Святослав Игоревич разбил Хазарский каганат, на смену им пришли племена печенегов.
С XI века приазовские земли находились под властью половцев. В начале XII века русские князья разбили войска половцев на берегах реки Молочной. Второй четвертью — серединой XIII века датируется Чингульский курган — половецкое (кыпчакское) погребение. В июне 1223 года произошла битва на Калке, русско-половецкое войско было разбито, часть населения приазовских степей попала под влияние Золотой Орды и Крымского ханства, земли получили название Дикое поле. В конце XV века возникло казачество, и в 1552 году на острове Малая Хортица Дмитрием Вишневецким был основан городок, ставший прообразом последующих Запорожских Сечей, очагов казацкого войска и украинской государственности.
В ходе русско-турецких войн XVIII века и ликвидации Крымского ханства территории Запорожской области вошли в состав Новороссийской, а затем Екатеринославской и Таврической губерний.
Промышленное развитие региона началось в первой половине XIX века, когда возникли мануфактуры по переработке сельскохозяйственного сырья.
На протяжении Гражданской войны в 1917—1921 годах власть на территории современной Запорожской области принадлежала Центральной Раде, большевикам, снова Центральной Раде (установленной с помощью австро-германских войск), гетману П. Скоропадскому, Директории, белогвардейцам, махновцам и в конце концов завершилась победой большевиков.

### Образование области
10 января 1939 года Запорожская область выделена из юго-восточных районов Днепропетровской области (Андреевский, Акимовский, Бердянский, Великобелозёрский, Большетокмакский, Васильевский, Веселовский, Генический, Гуляйпольский, Каменско-Днепровский, Коларовский, Красноармейский, Куйбышевский, Люксембургский, Мелитопольский, Михайловский, Молочанский, Нижнесерогозский, Нововасилевский, Новозлатопольский, Новоникольский, Ореховский, Пологовский, Приазовский, Ротфронтовский, Сивашский, Черниговский) и двух районов Николаевской области (Больше-Лепетихский и Новотроицкий). В том же году 11 февраля восстановлен Запорожский район, 26 марта на месте ликвидированных Коларовского, Люксембургского, Молочанского и Ротфронтовского районов образован Приморский район, 7 июня Бердянский район переименован в Осипенковский (до 1958 года). 30 марта 1944 года юго-западная часть Запорожской области (Больше-Лепетихский, Генический, Ивановский, Нижнесерогозский, Новотроицкий, Сивашский районы) отошла ко вновь созданной Херсонской области. Окончательное оформление современных границ Запорожской области произошло в 1949 году, когда из её состава к Сталинской области переданы сёла Зачатовка и Красновка (ныне Волновахского района Донецкой области). Количество районов неоднократно менялось: 1939 — 29, 1946 — 23, 1963 — 10, 1966 — 17 с 1993 — 20.
Органом власти был Запорожский областной исполнительный комитет народных депутатов. Важное значение имел Запорожский областной комитет Коммунистической партии Украины.

### Российская оккупация
С весны 2022 года приазовская часть области находится под российской оккупацией. В качестве руководящего органа Россией создана Военно-гражданская администрация Запорожской области.
25 мая 2022 года президент России Владимир Путин издал указ об упрощённом предоставлении российских паспортов жителям Запорожской области. Они смогут получить паспорта РФ по той же процедуре, что и население Донецкой и Луганской областей.
8 августа 2022 года глава оккупационной Запорожской ВГА подписал указ о проведении «референдума о присоединении к России». Ранее стало известно, что главы оккупационных военно-гражданских администраций Херсонской и Запорожской областей подписали документы о создании избирательных комиссий. 20 сентября Евгений Балицкий сообщил, что «референдум о присоединении к России» состоится с 23 по 27 сентября.
29 сентября президент России Владимир Путин подписал указ, в которых признал Запорожскую область независимым государством. Это было формальным шагом к последующей аннексии украинских территорий, которая была оформлена "договором" с главой ранее назначенной российской оккупационной администрации области Евгением Балицким.
Ещё до аннексии се́мьи украинцев, не поддержавших российское вторжение, выселяли из их домов.

## Население
Численность населения области на 1 января 2020 года составляет 1 687 401 человек, в том числе городского населения 1 306 231 человек, или 77,4 %, сельского — 381 170 человек, или 22,6 %.
| Численность постоянного населения | Численность постоянного населения | Численность постоянного населения | Численность постоянного населения | Численность постоянного населения | Численность постоянного населения | Численность постоянного населения | Численность постоянного населения | Численность постоянного населения | Численность постоянного населения |
|                                   |                                   |                                   |                                   |                                   |                                   |                                   |                                   |                                   | 1989                              |
| --------------------------------- | --------------------------------- | --------------------------------- | --------------------------------- | --------------------------------- | --------------------------------- | --------------------------------- | --------------------------------- | --------------------------------- | --------------------------------- |
|                                   |                                   |                                   |                                   |                                   |                                   |                                   |                                   |                                   | 2 074 018                         |
| 1990                              | 1991                              | 1992                              | 1993                              | 1994                              | 1995                              | 1996                              | 1997                              | 1998                              | 1999                              |
| ↗2 081 836                        | ↗2 087 798                        | ↗2 094 784                        | ↗2 100 466                        | ↘2 092 524                        | ↘2 074 940                        | ↘2 055 614                        | ↘2 034 624                        | ↘2 015 453                        | ↘1 994 147                        |
| 2000                              | 2001                              | 2002                              | 2003                              | 2004                              | 2005                              | 2006                              | 2007                              | 2008                              | 2009                              |
| ↘1 972 338                        | ↘1 948 620                        | ↘1 926 810                        | ↘1 908 525                        | ↘1 891 809                        | ↘1 876 391                        | ↘1 860 242                        | ↘1 846 136                        | ↘1 832 099                        | ↘1 820 503                        |
| 2010                              | 2011                              | 2012                              | 2013                              | 2014                              | 2015                              | 2016                              | 2017                              | 2018                              | 2019                              |
| ↘1 810 875                        | ↘1 800 526                        | ↘1 790 879                        | ↘1 784 454                        | ↘1 775 044                        | ↘1 765 137                        | ↘1 752 853                        | ↘1 738 699                        | ↘1 722 382                        | ↘1 705 047                        |
| 2020                              | 2021                              |                                   |                                   |                                   |                                   |                                   |                                   |                                   |                                   |
| ↘1 686 612                        | ↘1 665 726                        |                                   |                                   |                                   |                                   |                                   |                                   |                                   |                                   |

### Национальный состав
Показаны народы численностью более 1 тысяч человек по Переписи 2001 года.
| Национальность                                         | Численность | Процентное отношение |
| ------------------------------------------------------ | ----------- | -------------------- |
| Всего                                                  | 1 926 810   | 100 %                |
| Украинцы                                               | 1 364 095   | 70,8 %               |
| Русские                                                | 476 748     | 24,74 %              |
| Болгары                                                | 27 764      | 1,44 %               |
| Белорусы                                               | 12 655      | 0,66 %               |
| Армяне                                                 | 6411        | 0,33 %               |
| Татары                                                 | 5177        | 0,27 %               |
| Евреи                                                  | 4353        | 0,23 %               |
| Грузины                                                | 3899        | 0,2 %                |
| Азербайджанцы                                          | 2490        | 0,13 %               |
| Молдаване                                              | 2476        | 0,13 %               |
| Немцы                                                  | 2209        | 0,11 %               |
| Греки                                                  | 2179        | 0,11 %               |
| Цыгане                                                 | 1887        | 0,1 %                |
| Поляки                                                 | 1774        | 0,09 %               |
| Остальные национальности и не указавшие национальность | 12 693      | 0,66 %               |

### Языковой состав

Языковые группы Российской империи по переписи 1897 года (уезды и города с преобладанием украиноязычного населения жёлтым)

По данным переписи населения Российской империи 1897 года, языковой состав тогдашних административных единиц, территории которых сегодня составляют бо́льшую часть территорий Запорожской области, характеризовался преобладанием украинского языка:
- Александровский уезд — украинский язык — 82,50 %, русский язык — 5,68 %, немецкий язык — 5,16 %, идиш — 5,11 %, белорусский язык — 1,23 %
  - сельская местность Александровского уезда — украинский язык — 85,44 %, немецкий язык — 5,40 %, русский язык — 4,26 %, идиш — 3,42 %, белорусский язык — 1,26 %
  - г. Запорожье — украинский язык — 42,98 %, идиш — 27,84 %, русский язык — 24,76 %, немецкий язык — 1,96 %
- Мелитопольский уезд — украинский язык — 54,94 %, русский язык — 32,80 %, немецкий язык — 5,25 %, идиш — 4,18 %
  - сельская местность Мелитопольского уезда — украинский язык — 56,87 %, русский язык — 32,38 %, немецкий язык — 5,42 %, идиш — 2,67 %
  - г. Мелитополь — русский язык — 42,80 %, идиш — 40,12 %, украинский язык — 8,82 %, татарский язык — 3,32 %, армянский язык — 1,31 %, немецкий язык — 1,19 %
- Бердянский уезд — украинский язык — 58,80 %, русский язык — 18,15 %, болгарский язык — 10,45 %, немецкий язык — 7,83 %, идиш — 2,92 %
  - сельская местность Бердянского уезда — украинский язык — 63,45 %, русский язык — 13,01 %, болгарский язык — 11,74 %, немецкий язык — 8,49 %, идиш — 1,73 %
  - г. Бердянск — русский язык — 66,06 %, украинский язык — 15,53 %, идиш — 10,46 %, немецкий язык — 2,77 %, греческий язык — 1,58 %, татарский язык — 1,09 %
  - г. Приморск — русский язык — 58,54 %, украинский язык — 15,80 %, идиш — 12,57 %, болгарский язык — 5,63 %, немецкий язык — 4,37 %, армянский язык — 2,12 %
  - г. Орехов — украинский язык — 70,44 %, идиш — 16,21 %, русский язык — 9,47 %, немецкий язык — 3,25 %

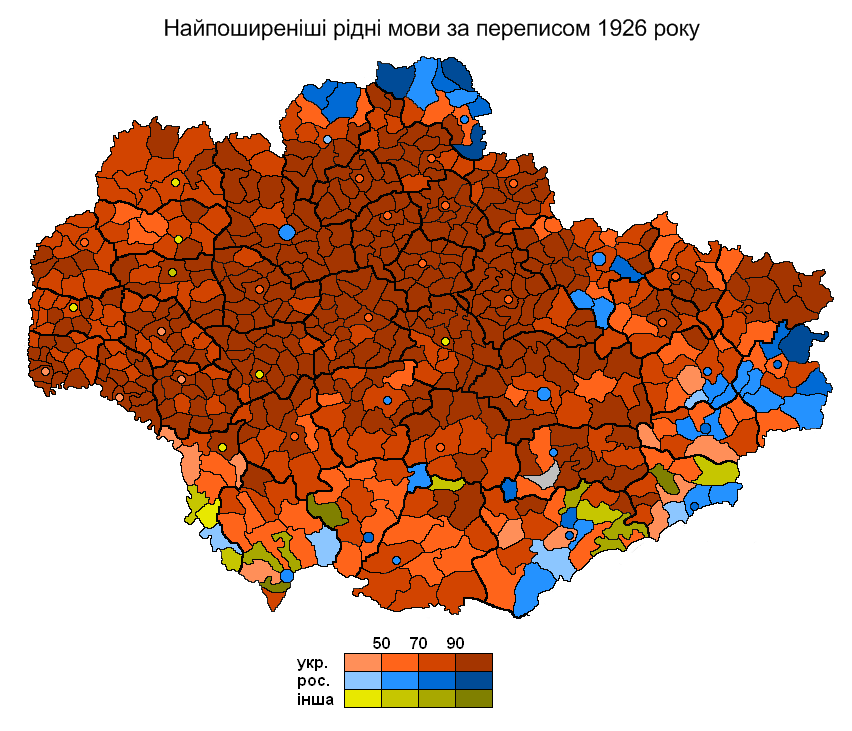
Самый распространённый родной язык в районах Украинской ССР по данным переписи 1926 года

Перепись 1926 года также показала преобладание украинского языка в административных единицах, территории которых вскоре вошли в состав Запорожской области:
- Запорожский округ — украинский язык — 77,9 %, русский язык — 15,4 %
- Мелитопольский округ — украинский язык — 52,4 %, русский язык — 32,6 %

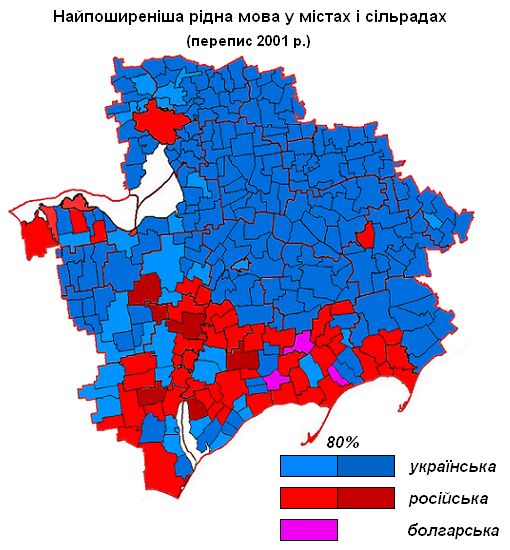
Самый распространённый родной язык в городах и сельсоветах Запорожской области по переписи 2001 года. Северная, восточная и центральная части области являются ареалом практически сплошного украиноязычия, в то время как южная часть области отличается языковым разнообразием: кроме украинского и русского тут также распространён болгарский

Вследствие проводимой во времена СССР русификации Украины доля украиноязычных в населении Запорожской области существенно снизилась, а доля русскоязычных — возросла. Родной язык населения Запорожской области по результатам переписей населения, %
|            | 1959 | 1970 | 1979 | 1989 | 2001 |
| ---------- | ---- | ---- | ---- | ---- | ---- |
| Украинский | 61,0 | 57,1 | 51,4 | 49,3 | 50,2 |
| Русский    | 37,2 | 41,4 | 47,2 | 48,9 | 48,2 |
| Болгарский | 1,7  | 0,7  | 0,5  | 0,8  | 0,5  |
| Другие     | 0,1  | 0,8  | 0,9  | 1,0  | 1,0  |

Родной язык населения Запорожской области по данным переписи 2001 года:
|                            | Украинский | Русский |
| -------------------------- | ---------- | ------- |
| Запорожская область        | 50,2       | 48,2    |
| Запорожье (горсовет)       | 41,7       | 56,8    |
| Бердянск (горсовет)        | 24,2       | 75,1    |
| г. Мелитополь              | 20,4       | 78,1    |
| г. Токмак                  | 70,3       | 29,4    |
| г. Энергодар               | 37,8       | 61,7    |
| Акимовский район           | 42,5       | 55,1    |
| Бельмакский район          | 89,1       | 10,2    |
| Бердянский район           | 68,5       | 27,8    |
| Васильевский район         | 70,8       | 28,4    |
| Великобелозёрский район    | 93,7       | 5,8     |
| Весёловский район          | 70,5       | 28,2    |
| Вольнянский район          | 84,7       | 14,7    |
| Гуляйпольский район        | 94,1       | 5,2     |
| Запорожский район          | 83,9       | 15,4    |
| Каменско-Днепровский район | 44,5       | 54,7    |
| Мелитопольский район       | 39,4       | 58,2    |
| Михайловский район         | 67,1       | 31,8    |
| Новониколаевский район     | 93,8       | 5,8     |
| Ореховский район           | 91,4       | 8,2     |
| Пологовский район          | 92,9       | 6,5     |
| Приазовский район          | 37,4       | 53,3    |
| Приморский район           | 32,5       | 55,2    |
| Розовский район            | 82,4       | 17,0    |
| Токмакский район           | 79,9       | 19,5    |
| Черниговский район         | 93,5       | 5,9     |

Болгарский язык родным назвала значительная часть населения Приморского (12,0 %), Приазовского (7,1 %) и Бердянского (3,1 %) районов.
Украинский язык является единственным официальным языком на всей территории Запорожской области.
По данным исследований, проведённых социологической службой Центра Разумкова в 2006—2007 годах, 27 % респондентов из Запорожской области считали своим родным языком только украинский, 31,5 % — только русский, одновременно украинский и русский языки — 41 %. 17,3 % опрошенных считали, что украинский язык должен быть единственным официальным на всей территории Украины, в то время как относительное большинство — 47,9 % — придерживались мнения, что русскому должен быть предоставлен статус второго государственного языка. В результатах исследований не упоминается доля респондентов из Запорожской области, считавших, что украинский язык должен быть единственным государственным, а русский — вторым официальным в некоторых регионах страны.
По данным исследования Киевского международного института социологии, проведённого 8—16 апреля 2014 года, 53,3 % респондентов из Запорожской области не согласились с утверждением о том, что «Россия справедливо защищает интересы русскоязычных граждан на юго-востоке», 19,5 % — согласились. С утверждением о том, что «в Украине ущемляются права русскоязычного населения», не согласились 82,2 % опрошенных, согласились — 12,8 %. С утверждением о том, что в Запорожской области ущемляются права украиноязычного населения, не согласились 94,3 % респондентов, 3,0 % — согласились.
По данным исследования, проведённого социологической службой Центра Разумкова с 11 по 23 декабря 2015 года, 35 % респондентов из Запорожской области считали своим родным языком только украинский, 23 % — только русский, одновременно украинский и русский языки — 40 %. 38 % опрошенных жителей региона считали, что украинский язык должен быть единственным официальным на всей территории Украины. 29 % считали, что украинский язык должен быть единственным государственным, а русский — вторым официальным в некоторых регионах страны. 30 % придерживались мнения, что русскому должен быть предоставлен статус второго государственного языка. 77 % респондентов из Запорожской области согласились с утверждением, что каждый гражданин Украины, независимо от его этнического происхождения, должен владеть украинским языком в объёме, достаточном для повседневного общения, знать основы украинской истории и культуры.
По данным опроса, проведённого Социологической группой «Рейтинг» с 16 ноября по 10 декабря 2018 года в рамках проекта «Портрети Регіонів», 43 % жителей Запорожской области считали, что украинский язык должен быть единственным государственным языком на всей территории Украины. 29 % считали, что украинский язык должен быть единственным государственным языком, а русский — вторым официальным в некоторых регионах страны. 24 % считали, что русский должен стать вторым государственным языком страны. 4 % затруднились с ответом.
15 февраля 2022 года решением Запорожского областного совета в Запорожской области утверждена «Программа развития и функционирования украинского языка во всех сферах общественной жизни Запорожской области на 2022—2026 годы», главной целью которой является усиление позиций украинского языка в регионе.
По данным исследования Центра контент-анализа, проведённого в период с 15 августа по 15 сентября 2024 года, темой которого стало соотношение украинского и русского языков в украинском сегменте социальных сетей, в Запорожской области (в том числе и на оккупированной Россией её части) на украинском языке писалось 53,0 % сообщений (в 2023 году — 45,7 %, в 2022 году — 37,9 %, в 2020 году — 7,6 %), на русском — 47,0 % (в 2023 году — 54,3 %, в 2022 году — 62,1 %, в 2020 году — 92,4 %).
После провозглашения Украиной независимости в области, как и в стране в целом, происходит постепенная украинизация русифицированной в советское время системы образования. Динамика соотношения языков преподавания в учреждениях общего среднего образования в Запорожской области:
| Язык преподавания | Учебный год | Учебный год | Учебный год | Учебный год | Учебный год | Учебный год | Учебный год | Учебный год | Учебный год | Учебный год | Учебный год | Учебный год | Учебный год |
| Язык преподавания | 1991/92     | 1992/93     | 1993/94     | 1994/95     | 1995/96     | 2000/01     | 2005/06     | 2007/08     | 2010/11     | 2012/13     | 2015/16     | 2018/19     | 2021/22     |
| ----------------- | ----------- | ----------- | ----------- | ----------- | ----------- | ----------- | ----------- | ----------- | ----------- | ----------- | ----------- | ----------- | ----------- |
| Украинский        | 22,7 %      | 24,9 %      | 27,5 %      | 29,8 %      | 31,0 %      | 45,0 %      | 60,0 %      | 65,0 %      | 73,0 %      | 74,0 %      | 75,0 %      | 78,0 %      | 96,74 %     |
| Русский           | 77,3 %      | 75,1 %      | 72,5 %      | 70,3 %      | 69,0 %      | 55,0 %      | 40,0 %      | 35,0 %      | 27,0 %      | 26,0 %      | 25,0 %      | 22,0 %      | 3,26 %      |

В период с 2012/13 по 2016/17 учебный год в Запорожской области доля учеников, изучающих русский язык либо в русскоязычных классах, либо как отдельный предмет в классах с украинским языком преподавания, сократилась с 80,49 % до 75,77 %.
Россия проводит политику насильственной русификации находящейся под её оккупацией части области — в школах преподают только на русском языке даже в полностью украиноязычных населённых пунктах, желающие учиться на украинском вынуждены делать это втайне от оккупационных властей.

### Религия
В области насчитывается около 50 религиозных направлений и течений. Зарегистрировано свыше 900 организаций. Также действует около 100 неофициальных объединений. Наиболее распространено православие, которое составляет 51,1 % от общего количества организаций (400 общин), на втором месте протестанты — 39 % (129 общин).
К Запорожской области относятся Запорожская и Бердянская епархии Украинской православной церкви (Московского патриархата) и Запорожская епархия Православной церкви Украины. Римская католическая церковь относит Запорожскую область к диоцезу Харькова-Запорожья.
Протестантизм представляют: евангелистские христиане-баптисты (ЕХБ), пятидесятники (Всеукраинский союз христиан веры евангельской), адвентисты Седьмого Дня (АСД), Церковь Полного Евангелия.
Ортодоксальный иудаизм представлен одним объединением и шестью общинами. Кроме того, в области существует одна община прогрессивного иудаизма, собрания проводят в арендуемом помещении.
В области существуют пять общин мусульман, которые входят в состав Духовного Управления Мусульман Украины (ДУМУ) и четыре общины — независимы.

### Еврейская община
На территории, которую сегодня занимает Запорожская область, евреи начали жить не позднее конца XVI века. Они жили, в частности, среди казаков Запорожской Сечи. Город Запорожье, который с 1770 года по 1921 год носил название Александровск, стал заселяться евреями после установления черты оседлости. Община понемногу росла — так, в 1897 году из 18 849 жителей города евреев было 5 290. В то время как в других уездах евреи в основном занимались торговлей и различными ремёслами, на этих территориях их главным занятием было земледелие (им занималось 3 700 евреев), а также изготовление одежды и тканей.

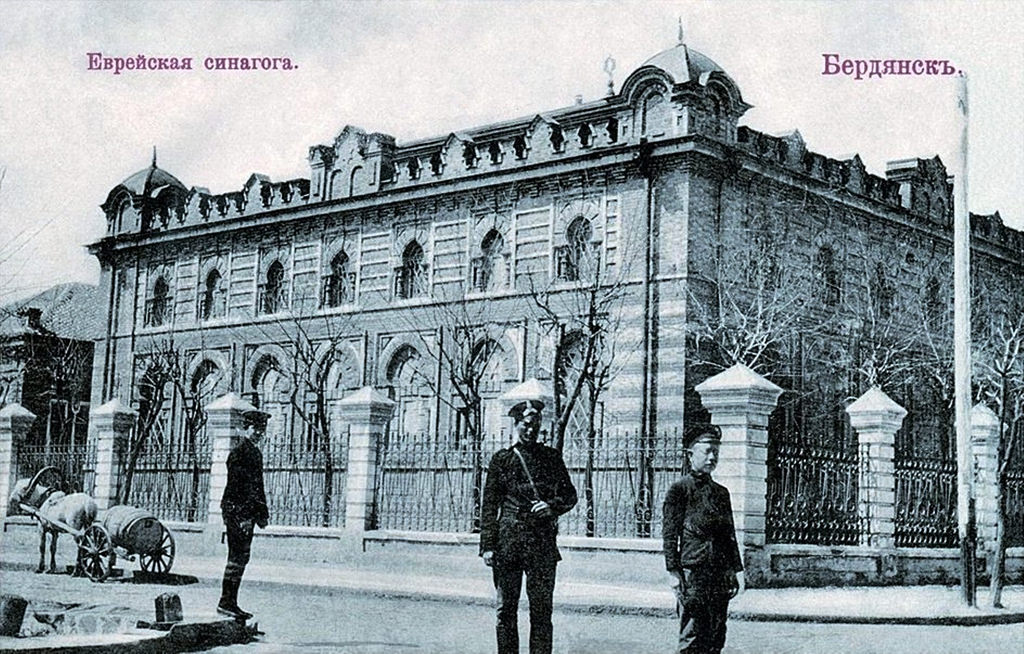
Синагога в Бердянске
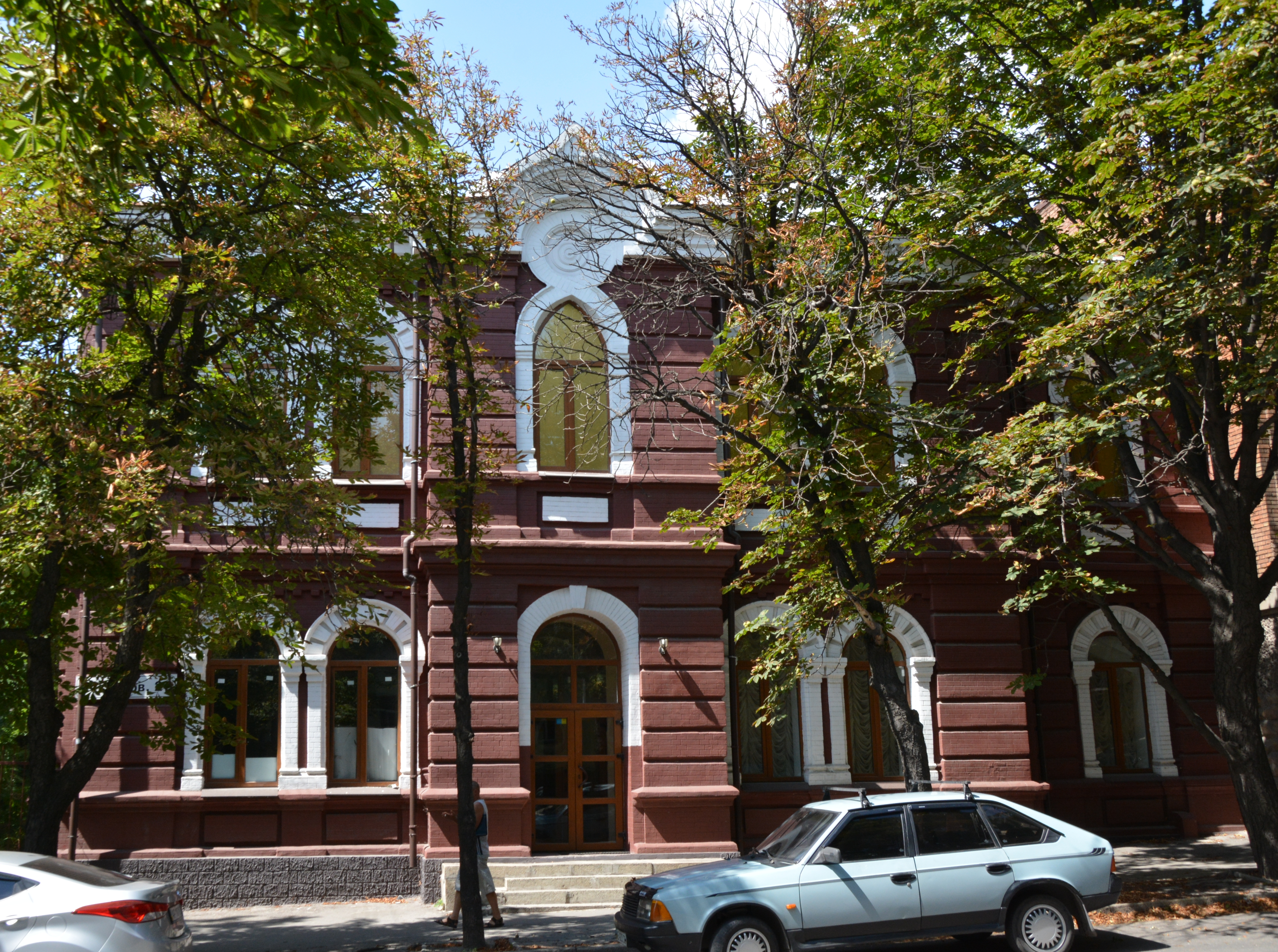
Хоральная синагога в Запорожье
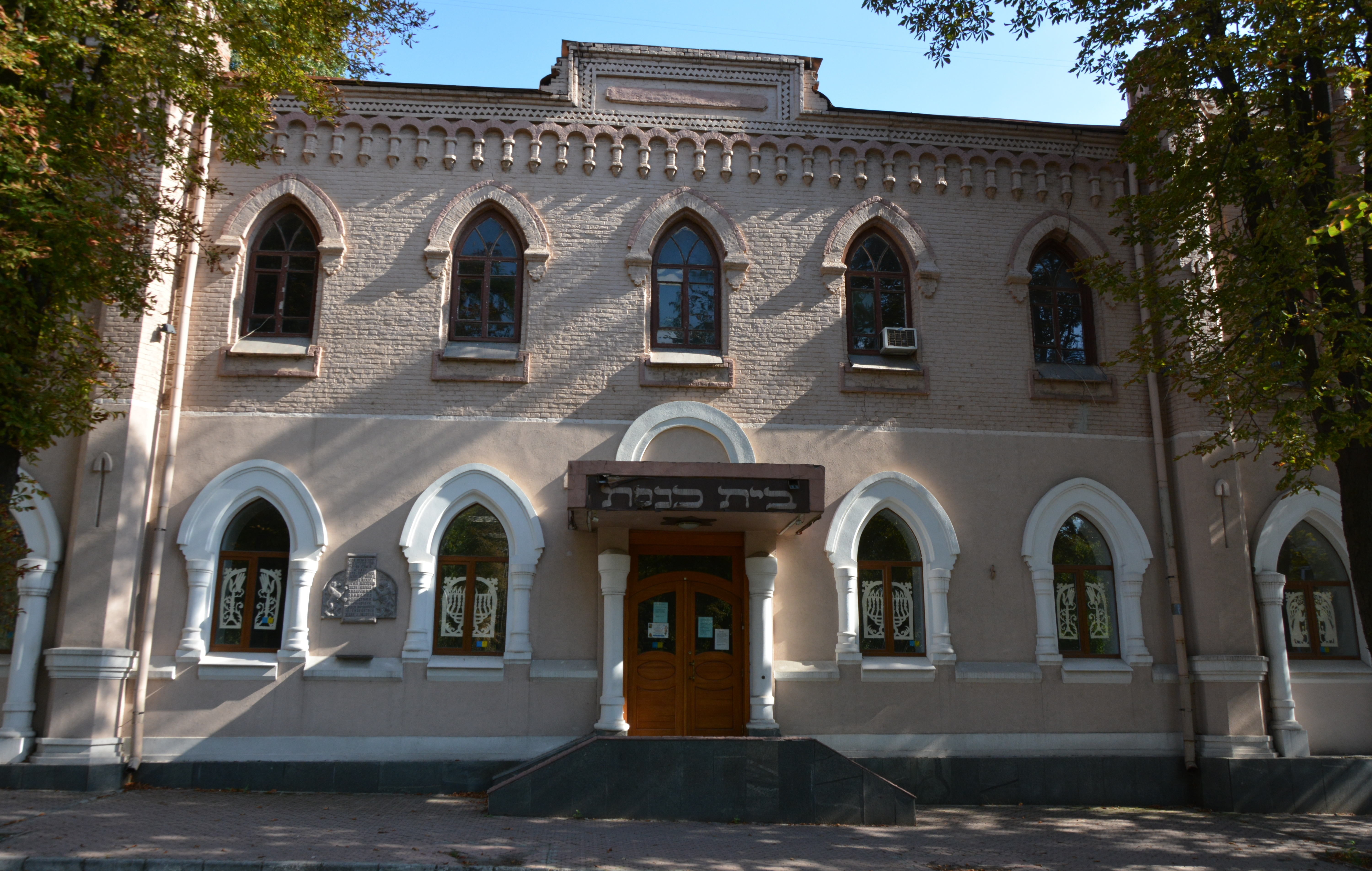
Синагога кравцов в Запорожье
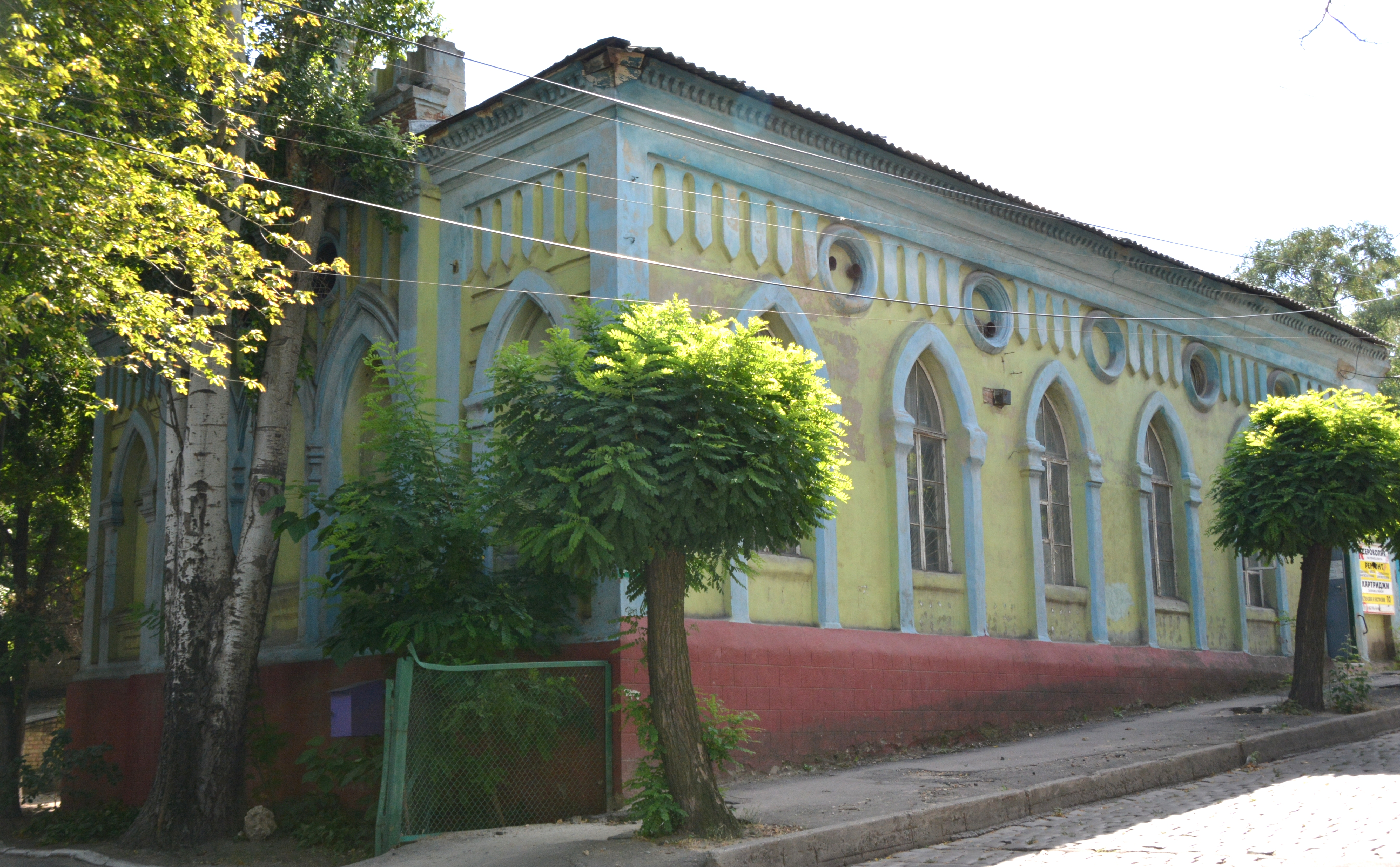
Синагога в Мелитополе

Вопреки стереотипам, в Александровске процент евреев среди владельцев винокурен и питейных заведений был крайне низок. По данным переписи 1897 года евреям во всей Екатеринославской губернии принадлежало лишь 6 винокуренных заводов, с малой производительностью и выработкой не более 10 % от общего числа аналогичной товарной продукции. В Михайловке родился поэт Саул Черниховский (1873), в Черниговке — просветитель Хаим Богер (1876), в Софиевке под Бердянском — художник Исаак Бродский (1884), в Мелитополе — израильский политик Ицхак Канев (1896), в Токмаке — британский медиа-магнат Лу Грейд или Лев Виноградский (1906), в Гуляйполе — драматург Леонид Юхвид (1909), в Запорожье — борец Яков Пункин (1921) и кинорежиссёр Ева Нейман (1974).

## Административно-территориальное устройство
Административный центр Запорожской области — город Запорожье.

### Районы
17 июля 2020 года принято новое деление области на 5 районов:
| № | Район                | Население (тыс. чел.) | Площадь (км²) | Административный центр |
| - | -------------------- | --------------------- | ------------- | ---------------------- |
| 1 | Бердянский район     | 183,9                 | 4469 км²      | г. Бердянск            |
| 2 | Васильевский район   | 188,7                 | 4293 км²      | г. Васильевка          |
| 3 | Запорожский район    | 874,2                 | 4693 км²      | г. Запорожье           |
| 4 | Мелитопольский район | 286,6                 | 7008 км²      | г. Мелитополь          |
| 5 | Пологовский район    | 172,5                 | 6771 км²      | г. Пологи              |

Районы в свою очередь делятся на городские, поселковые и сельские объединённые территориальные общины (укр. об'єднана територіальна громада).

### Города
| - Запорожье - Бердянск - Васильевка - Вольнянск - Гуляйполе - Днепрорудное - Каменка-Днепровская | - Мелитополь - Молочанск - Орехов - Пологи - Приморск - Токмак - Энергодар |

Населённые пункты с количеством жителей свыше 7 тысяч

### История деления области
8 декабря 1966 года образовали Новониколаевский район.

Районы Запорожской области до 17 июля 2020 года

Число административных единиц, местных советов и населённых пунктов области до 17 июля 2020 года:
- районов — 20;
- районов в городах — 7;
- населённых пунктов — 955, в том числе:
  - сельских — 918;
  - городских — 37, в том числе:
    - посёлков городского типа — 23;
    - городов областного значения — 5;
    - городов районного значения — 9;
- сельских советов — 263.

Районы области до 17 июля 2020 года:
| - Акимовский район - Бердянский район - Бильмакский район (до 2016 — Куйбышевский) - Васильевский район - Великобелозёрский район - Весёловский район - Вольнянский район - Гуляйпольский район - Запорожский район - Каменско-Днепровский район | - Мелитопольский район - Михайловский район - Новониколаевский район - Ореховский район - Пологовский район - Приазовский район - Приморский район - Розовский район - Токмакский район - Черниговский район |

Статусы городов до 17 июля 2020 года:
| Города областного значения - Бердянск - Запорожье - Мелитополь - Токмак - Энергодар | Города районного значения - Васильевка - Вольнянск - Гуляйполе - Днепрорудное - Каменка-Днепровская - Молочанск - Орехов - Пологи - Приморск |

### Органы власти
Согласно конституции, законодательная власть принадлежит Запорожскому областному совету, а исполнительная власть — главе области (губернатору), который является председателем областной государственной администрации), областной государственной администрации и иным органам исполнительной власти. Все эти властные структуры находятся в Запорожье. Главу области назначает Президент Украины. Судебная власть осуществляется общими судами, административным судом и арбитражными (хозяйственными) судами.
С 2 февраля 2024 года председателем Запорожской областной государственной администрации является Иван Фёдоров.

## Экономика
Развиты чёрная и цветная металлургия, машиностроение (в том числе электротехническое, авиационное, автомобилестроение), энергетика (крупнейшая в Европе Запорожская АЭС), химическая и нефтехимическая, пищевая и лёгкая промышленность, сельское хозяйство, фармацевтическое производство.
В 2010 году в Запорожской области насчитывалось 17 тысяч зарегистрированных безработных.

### Энергетика
Запорожская область является флагманом и пионером украинской электроэнергетики (в области производится около 25 % электроэнергии Украины).
Первенцем индустриализации города Запорожья стала Днепровская гидроэлектростанция имени Ленина (ДнепроГЭС), построенная в 1932 году.
В городе Энергодар построены Запорожская АЭС и Запорожская ТЭС.
В регионе развиваются альтернативные источники выработки электроэнергии. В 2012 году была введена в эксплуатацию Ботиевская ветряная электростанция, в 2018 году была открыта первая очередь солнечной электростанции в селе Новое (Tokmak Solar Energy) и было начато строительство Орловской ВЭС. С 2019 года работает Приморская ВЭС. Летом 2021 года открылась Запорожская ветряная электростанция, расположенная вблизи села Надеждино.
Некоторые жители частных домов устанавливают солнечные панели, продавая излишки произведённой электроэнергии в общую сеть.

### Экономические показатели
| показатель              | единицы          | 2006 г. | 2008 г. | 2013 г. | 2014 г. |
| ----------------------- | ---------------- | ------- | ------- | ------- | ------- |
| Экспорт товаров         | млн долларов США | 3 121,0 | 5 370,1 | 3 678,5 | 3730,2  |
| Уд.вес в общеукраинском | %                | 8,1     | 8,0     | 5,8     | 6,9     |
| Импорт товаров          | млн долларов США | 2 084,1 | 3 591,0 | 1 762,3 | 1 570,7 |
| Уд.вес в общеукраинском | %                | 4,6     | 4,2     | 2,3     | 2,9     |
| Сальдо экспорт-импорт   | млн долларов США | 1 036,9 | 1 779,1 | 1 916,2 | 2 159,5 |
| Капитальные инвестиции  | млн гривен       | 4 545,0 |         | 6 838,8 | 6658,1  |
| Средняя зарплата        | грн              | 1091    | 1812    | 3142    | 3432    |
| Средняя зарплата        | долларов США     | 216,0   | 344,0   | 393,1   | 288,7   |

По состоянию на начало 2013 года уровень бедности в Запорожской области составлял 13,8 %.
В 2012 году было создано 35,4 тыс. рабочих мест. Средний размер пенсий по состоянию на 01.01.2013 составлял 1 500 грн
В 2009 году Национальным банком Украины была выпущена монета номиналом в 2 гривны в честь 70-летия создания области.

### Промышленность
В регионе действуют свыше 160 крупных промышленных предприятий. Металлургический комплекс области представлен такими известными во всём мире предприятиями чёрной и цветной металлургии, как открытые акционерные общества «Запорожсталь» — ведущий производитель сталей и чугуна, «Днепроспецсталь» — производитель специальных сталей, Запорожский железорудный комбинат (в Васильевском районе), «Украинский графит» — ведущий производитель графитированных электродов, «Запорожский алюминиевый комбинат» — единственный на Украине производитель алюминия и основного сырья для его производства — глинозёма, «Титано-магниевый комбинат» — единственный на Украине производитель губчатого титана, ведущее предприятие по производству германия и кристаллического кремния.
В г. Запорожье находятся всемирно известные предприятия машиностроительной области с высокотехнологическим производством, такие как ОАО «Мотор Сич» — производитель авиадвигателей для самолётов и вертолётов ведущих авиакомпаний (КБ Антонова, Яковлева, Туполева, Бериева, Камова, Миля); ПАО «Запорожтрансформатор» — единственный на Украине производитель силовых трансформаторов; «Запорожабразив» — ведущий производитель абразивных материалов и инструмента.
ЗАО «ЗАЗ» — производитель легковых автомобилей, является лидером на рынке Украины. Автомобили, которые сходят с конвейера запорожского автомобилестроителя, отвечают всем известным мировым стандартам качества и безопасности. Входит в корпорацию «Укравто».
ЗАО «ИВЕКО-Мотор Сич», соучредителем которого является итальянская компания «ИВЕКО», выпускает не только автомобили, но и продукцию как для установки на украинскую технику, так и для экспорта. В г. Запорожье выпускаются авто мощностью от 70 до 110 л. с., коробки передач и двигатели. В будущем, в зависимости от рыночного спроса, предусмотрено расширение модельного ряда, в основном за счёт тяжёлых грузовиков для международных перевозок, а также предполагается обновление нынешнего семейства малотоннажных авто новой моделью, которая уже есть в парках других стран Европы. Автомобили, произведённые на заводе «ИВЕКО-Мотор Сич» в г. Запорожье, поступают в продажу под торговой маркой «ИВЕКО».
Динамично развивается авиационная промышленность. Получение ОАО «Мотор Сич» сертификата на самолёт АН-140 и его модификацию АН-140-100 открыло дорогу к началу его эксплуатации на авиационных линиях Украины и за границей.
Металлургический комбинат «Запорожсталь» является одним из мощнейших в Европе металлургических предприятий чёрной металлургии с полным металлургическим комплексом. Основная продукция комбината — это литейный чугун, горячекатаный и холоднокатаный листовой прокат, холодногнутые профили и многое другое. Внедрена новая ресурсосберегающая технология производства рулонов горячекатаного металла двойной массы. Происходит освоение высококачественного автолиста. Комбинат экспортирует продукцию более чем в 50 стран мира.
ОАО «Украинский графит» — ведущий Украинский производитель графитированных электродов для электросталеплавильных, рудотермических и других видов сталеплавильных печей, товарных углеродных масс для электродов Содерберга, футеровочных материалов на основе углерода для предприятий металлургического, машиностроительного, химического и других комплексов промышленности. По итогам всеукраинского рейтинга 2000 года, продукция этого предприятия была отмечена почётной наградой «Высшая проба».
ЗАО «Завод алюминиевой катанки» — единственный на Украине производитель алюминиевой катанки для электротехнических целей путём беспрерывного литья. Предприятие одним из первых на Украине было сертифицировано по стандарту качества ISO 9001:2000.
ОАО «АзМОл» — предприятие нефтехимической промышленности, основную продукцию которого составляют: смазки — универсальные, автомобильные, индустриальные, железнодорожные и специальные; смазочно-охлаждающая жидкость; масла — синтетические и минеральные моторные, гидравлические, для холодильных машин, специальные. Продукция ОАО «АзМОл» пользуется постоянным спросом не только на Украине и в странах СНГ, но и в государствах дальнего зарубежья.
Фирмы «Селена» и «Элегант» достойно представляют отрасль лёгкой промышленности не только в пределах украинского рынка и стран СНГ, но и плодотворно сотрудничают с партнёрами стран Западной Европы. Одежда этих производителей за мировое качество отмечена дипломом «Золотой Байда» и общественной наградой «Высшая проба». Несмотря на постоянный спрос на продукцию запорожских производителей со стороны ведущих фирм Франции, Великобритании, Германии, Австрии, Швейцарии и др., ОАО «Селена» и «Элегант» открыты для любых форм сотрудничества с заинтересованными предприятиями всего мира.
ОАО «Пивобезалкогольный комбинат „Славутич“» — один из лидеров пивоварения в Восточной Европе и наиболее современное предприятие отрасли с высоким уровнем автоматизации технологических процессов. Качество более десятка сортов янтарного напитка марки «Славутич» подтверждена многими национальными и международными наградами.
Энергетический комплекс области — мощнейший на Украине. В 2001 году электростанциями области выработано 48,521 млрд квт•ч электроэнергии, что составляет 28,5 % в общем объёме выработанной электростанциями Украины электроэнергии.
На территории региона размещена Запорожская атомная электростанция — крупнейшая АЭС в Европе, установленная мощность которой составляет 6 000 МВ. ЗАЭС сегодня — это современное высокотехнологическое предприятие, признанное во всём мире. На станции предусмотрен комплекс мероприятий, которые гарантируют безопасное и экологически чистое производство электроэнергии.

### Сельское хозяйство
Запорожская область — один из крупнейших производителей сельскохозяйственной продукции и изделий пищевой промышленности среди регионов Украины.
Площадь сельскохозяйственных угодий области составляет 2 246,3 тыс. га, или 5,4 % сельхозугодий Украины.
Проведение аграрной реформы стало основой для развития сельского хозяйства. На основе частной собственности в области работает 331 общество, 135 сельскохозяйственных кооперативов, 162 частных (частно-арендных) предприятий, 2 339 фермерских хозяйств. Площадь сельскохозяйственных угодий, которые находятся в пользовании новообразованных агроформирований всех форм собственности и хозяйствования, составляет 1 761,4 тыс. га, или 78 % от имеющихся в области. Развивается инфраструктура аграрного рынка. Создан 21 агроторговый дом.
В структуре сельскохозяйственного производства преобладает продукция растениеводства.
Центральное место в растениеводстве в данное время и на перспективу занимает зерновой подкомплекс, как основа для развития других видов сельхозпроизводства, прежде всего увеличения объёмов производства продукции животноводства.
Основная техническая культура Запорожской области — подсолнечник. Доля региона в общем объёме производства подсолнечник на Украине в 2001 году составила 12,8 %.
Во всех агроклиматических зонах имеются благоприятные условия для выращивания овощей и бахчевых культур.
Приоритетным направлением в развитии животноводства на ближайшие три года определены такие отрасли, как птицеводство и свиноводство. Сельскохозяйственные предприятия всех форм собственности увеличивают поголовье свиней и птиц.
В области работают 546 предприятий пищевой и перерабатывающей промышленности. Из них 87 % — это предприятия, которые относятся к сфере «малого предпринимательства» и сориентированы на удовлетворение местных потребностей в продуктах питания (мини-пекарни, маслобойни, крупорушки, и т. п.).
В области расположен ряд предприятий, которые по мощности и объёмам выпуска продукции являются ведущими на Украине: Пологовский маслоэкстракционный завод, Запорожский масложиркомбинат, Запорожский и Мелитопольский мясокомбинаты. Такие предприятия как Запорожский пивобезалкогольный комбинат «Славутич» и Запорожский завод безалкогольных напитков являются ярким примером выгодного инвестирования в пищевую отрасль и аграрный комплекс региона.
Сельская местность Запорожской области имеет достаточно развитую социально-бытовую инфраструктуру, доказательством чего могут быть свыше 110 больничных учреждений и 730 учреждений начального и среднего уровня образования, а также почти 900 библиотек различной направленности.
Учитывая вышеупомянутое, агропромышленный комплекс области можно оценить как чрезвычайно привлекательный для вложения инвестиций. Основными составляющими инвестиционной привлекательности АПК региона являются плодородные земли, недорогие и квалифицированные трудовые ресурсы, значительные мощности перерабатывающей отрасли, выгодное географическое положение для экспорта продукции.

## Транспорт

### Автомобильный
По территории Запорожской области проходят:
- автомагистраль E 58;
- автомагистраль E 105.

### Железнодорожный
В Запорожской области находятся железные дороги, принадлежащие акционерному обществу «Укрзализныця» и относящиеся к Приднепровской железной дороге. В Запорожье функционируют два вокзала Запорожье I и Запорожье II и сеть остановочных пунктов.

### Водный
Основная водная артерия области — река Днепр, судоходная на всём её участке. Портом Азовского моря является город Бердянск. Проход через Днепровскую гидроэлектростанцию осуществляется через шлюз.

### Воздушный
В областном центре расположен международный аэропорт «Запорожье», связывающий регион со столицей и зарубежными странами.
Ранее также эксплуатировался аэропорт в Бердянске. В 2019 году появлялась информация о возможном возобновлении работы.

## Образование

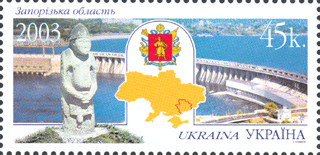
Марка Украины, посвящённая Запорожской области

Основные высшие учебные заведения Запорожской области:
- Азовский региональный институт управления[93] (Бердянск)
- Бердянский государственный педагогический университет[94]
- Бердянский институт государственного и муниципального управления Классического приватного университета
- Бердянский университет менеджмента и бизнеса[95].
- Запорожская государственная инженерная академия
- Запорожский государственный медицинский университет
- Запорожский институт экономики и информационных технологий
- Запорожский национальный технический университет
- Запорожский национальный университет
- Классический приватный университет (Запорожье)
- Мелитопольский государственный педагогический университет им. Богдана Хмельницкого
- Мелитопольский институт экологии и социальных технологий "Украина"[96]
- Таврический государственный агротехнологический университет (Мелитополь)

## Достопримечательности
- Каменная Могила (Мирное Мелитопольского района)
- заповедник Каменные могилы (Розовский район)
- Приазовский национальный природный парк
- Замок Попова (Васильевка)
- Панская купель
- Женский монастырь, с. Царкут
- Запорожье: остров Хортица, Запорожский дуб, ДнепроГЭС, Мосты Преображенского, детская железная дорога
- Бердянск: Бердянский краеведческий музей, Бердянский художественный музей им. И. Бродского, мемориальный музей П. П. Шмидта, зоопарк, аквапарк, дельфинарий
- Мелитополь: парк Горького с «Поляной Сказок», Мелитопольский краеведческий музей, мужской монастырь Саввы Освященного
- Камышеваха (Ореховский р-н.) Свято-Елисаветинский женский монастырь.
- Находка деревянной повозки с целиком сохранившимся колесом возрастом 5 тысяч лет в одном из дмитровских курганов — один из древнейших образцов колёсного транспорта на территории Украины[97].

## Награды
- Орден Ленина (26 февраля 1958 года)[98].